# Cowan (Tennessee)
Cowan – miasto w Stanach Zjednoczonych, w stanie Tennessee, w hrabstwie Franklin.